# Lake Holiday (Wirginia)
Lake Holiday – jednostka osadnicza w Stanach Zjednoczonych, w stanie Wirginia, w hrabstwie Frederick.